# Latterfrø
Latterfrø (Pelophylax ridibundus) er den største frø i Europa. Den kan blive op til 11 cm. Den ligner meget den grønne frø, men har dog mere ru og vortet hud, og skinnebenet er længere. I Danmark findes den naturligt kun på Bornholm, men er også blevet udsat ved en række søer og parker i andre dele af landet, bl.a. ved Fælledparken i København.
Latterfrø er fredet ligesom alle andre danske padder.  Den er vurderet som truet art på den danske rødliste 2019.